# Героический стих
Героический стих — стих, употреблявшийся в героических или эпических произведениях, например гекзаметр, александрийский стих ложноклассических трагедий (шестистопный ямб); в Англии и Италии героический стих называют и пятистопный ямб, в России и Польше — силлабический тринадцатисложник и т. д.
Героический эпос использует как метрическую единицу сложения именно отдельный стих, а не строфу, как лирическая поэзия. Превосходство строки над строфой в том, что она предоставляет повествованию большую свободу и разнообразие. Поэт может варьировать короткие и длинные предложения, достигать неожиданного эффекта, прерывая или завершая предложения в середине строки; он волен как можно полнее использовать устойчивые формулы и выражения, вводить описания мест и вещей, не будучи вынужденным соотносить их с требованиями строфы.